# جونيور فيل
جونيور فيل (مواليد 10 أبريل 1992)، هو لاعب كرة قدم كان يلعب كمدافع.

## وصلات خارجية
- جونيور فيل على موقع رابطة كرة القدم اليابانية للمحترفين (اليابانية)
- جونيور فيل على موقع قاعدة بيانات كرة القدم.إي يو (الإنجليزية)
- جونيور فيل على موقع Soccerway.com (الإنجليزية)
- جونيور فيل على موقع عالم كرة القدم.نت (الإنجليزية)